# Hłobyne
Hłobyne (ukr. Глобине) – miasto na Ukrainie, w obwodzie połtawskim, w rejonie krzemieńczuckim, siedziba hromady. Ośrodek przemysłu spożywczego.
W mieście znajduje się stacja kolejowa.

## Historia
Status osiedla typu miejskiego posiada od 1957.
W 1970 liczyło 13 tys. mieszkańców.
Miasto od 1976.
W 1989 liczyło 13 717 mieszkańców.
W 2013 liczyło 10 043 mieszkańców.